# Kaplat
Kaplat (szlovákul Koplotovce) község Szlovákiában, a Nagyszombati kerületben, a Galgóci járásban.

## Fekvése
Galgóctól 5 km-re északra, a Vág bal partján fekszik.

## Története
1113-ban a zobori apátság birtoklevelében említik először. Várkastélyát 1613-ban Gosztonyi Tamás emeltette, később átalakították.
Vályi András szerint „KAPLÁT. Kaplatovce. Tót falu Nyitra Várm. lakosai katolikusok, és másfélék, fekszik Galgóczhoz nem meszsze, mellynek filiája, határja középszerű, tűzre való fája szűken van.”
Fényes Elek geográfiai szótárában „Kápláth, (Koplotovecz), Nyitra m. tót falu, ut. p. Galgóczhoz 3/4 órányira, a Vágh mellett. Számlál 442 kath. lak. Földe termékeny, van vízimalma, erdeje, bora, és sok gyümölcse. Meleg-forrásai csak kenderáztatásra használhatók. F. u. Kochanovszky, Frideczky, gr. Erdődyné, s m. t.” Archiválva 2007. szeptember 27-i dátummal a Wayback Machine-ben
Nyitra vármegye monográfiája szerint: "Kaplat, a Vág balpartján, Galgócztól északra, mintegy 7 kilométernyire, 220 tót, r. kath. vallású lakossal. Posta-, táviró- és vasúti állomása Galgócz. Ősrégi község, mely már a XII. században "Cuplot" és később "Koploth" néven szerepelt. Kath. temploma 1747-ben épült. Kegyura Frideczky Thimót. Itt van a Gosztonyi Tamás által 1613-ban épített várkastély, mely akkoriban erődített hely volt, ma azonban nagyobb része már át van alakítva. Tulajdonosa Frideczky Timót volt főispán, aranysarkantyús vitéz, kinek itt nagyobb birtoka is van. Földesurai a Gosztonyiak, a Kochanovszky, Ambrus és Frideczky családok voltak. A község határában a mult század közepén állott Csenede-pusztát a Vág elpusztította. Egy kénes forrás is található itten."
A trianoni békeszerződésig Nyitra vármegye Galgóci járásához tartozott.

## Népessége
| Év:            | 1994. | 2004.   | 2014.    | 2024.    |
| -------------- | ----- | ------- | -------- | -------- |
| Emberek száma: | 541   | 580     | 768      | 848      |
| Eltérés:       |       | +7,20 % | +32,41 % | +10,41 % |

| Év:            | 2023. | 2024.   |
| -------------- | ----- | ------- |
| Emberek száma: | 827   | 848     |
| Eltérés:       |       | +2,53 % |

1880-ban 216 lakosából 12 magyar és 188 szlovák anyanyelvű volt.
1890-ben 220 lakosából 3 magyar és 211 szlovák anyanyelvű volt.
1900-ban 245 lakosából 15 magyar és 226 szlovák anyanyelvű volt.
1910-ben 252 lakosából 5 magyar és 243 szlovák anyanyelvű volt.
1921-ben 301 lakosából 1 magyar és 297 csehszlovák volt.
1930-ban 301 lakosából 3 magyar és 296 csehszlovák volt.
1991-ben 537 lakosából 531  szlovák volt.
2001-ben 535 lakosából 530 szlovák volt.
2011-ben 682 lakosából 672 szlovák és 1 magyar volt.
2021-ben 785 lakosából 760 szlovák, 1 (+1) magyar, 1 (+2) cigány, (+2) ruszin, 3 (+1) egyéb és 20 ismeretlen nemzetiségű volt.

## Neves személyek
- Itt hunyt el Frideczky Timót (1818-1899) országgyűlési képviselő, Nyitra vármegye főispánja, aranysarkantyús vitéz.

## Nevezetességei
- Szűz Mária tiszteletére szentelt, római katolikus temploma 1734-ben épült.
- Várkastélyát Gosztonyi Tamás 1613-ban építtette reneszánsz stílusban, a 18. század második felében klasszicista stílusban építették át.
- A faluban 25 °C-os termálvíz tör fel, amelyre gyógyfürdő épült.

## Külső hivatkozások
- Hivatalos oldal
- Községinfó
- Kaplat Szlovákia térképén
- Travelatlas.sk
- A kaplati kastély
- E-obce.sk Archiválva 2008. június 26-i dátummal a Wayback Machine-ben